# Muriceides lepida
Muriceides lepida is een zachte koraalsoort uit de familie Plexauridae. De koraalsoort komt uit het geslacht Muriceides. Muriceides lepida werd in 1975 voor het eerst wetenschappelijk beschreven door Carpine & Grasshoff. 